# فولاكس (دراما)
فولاكس (Βώλαξ) هي مدينة في دراما في مقاطعة فوريا إلادا في اليونان.
يبلغ عدد سكانها حوالي 1155 نسمة.